# 福岡県済生会二日市病院
福岡県済生会二日市病院（ふくおかけんさいせいかいふつかいちびょういん）は、社会福祉法人恩賜財団済生会福岡県済生会が福岡県筑紫野市湯町に設置する病院。福岡県災害拠点病院（地域災害拠点病院）や地域医療支援病院等に指定されている。

## 診療科
- 消化器内科
- 循環器内科
- 呼吸器内科
- 腎臓内科
- 糖尿病内科
- 血液内科
- 外科
- 呼吸器外科
- 血管外科
- 脳神経外科
- 整形外科
- 形成外科
- 皮膚科
- 泌尿器科
- 脳神経内科
- 放射線科
- 膠原病内科

## 医療機関の指定・認定
- 保険医療機関[1]
- 労災保険指定医療機関[1]
- 指定自立支援医療機関（更生医療・育成医療・精神通院医療）[1]
- 身体障害者福祉法指定医の配置されている医療機関[1]
- 生活保護法指定医療機関[1]
- 原子爆弾被害者一般疾病医療機関[1]
- 公害医療機関[1]
- 地域医療支援病院[1]
- 災害拠点病院（地域[2]）[1]
- 臨床研修病院（基幹型・協力型[3]）[1]
- DPC対象病院[1]
- 無料低額診療事業実施医療機関[1]
- 救急告示医療機関（二次救急[4]）[1]
- 病院群輪番制参加医療機関[1]
- 福岡県DMAT指定病院[3]
- 公益財団法人日本医療機能評価機構認定病院[5]
- このほか、各種法令による指定・認定病院であるとともに、各学会の認定施設でもある。

## 交通アクセス
- JR鹿児島本線「二日市駅」または西鉄天神大牟田線・西鉄太宰府線「西鉄二日市駅」より[6]
  - 西鉄バス乗車「済生会病院」停留所下車
- 筑紫野市コミュニティバス「済生会病院」停留所下車[6]